# Транспорт Португалії
Транспорт Португалії представлений автомобільним , залізничним , повітряним , водним (морським, річковим)  і трубопровідним , у населених пунктах  та у міжміському сполученні діє громадський транспорт пасажирських перевезень. Площа країни дорівнює 92 090 км² (111-те місце у світі). Форма території країни — витягнута в меридіональному напрямку; максимальна дистанція з півночі на південь — 560 км, зі сходу на захід — 200 км. Географічне положення Португалії дозволяє країні контролювати морські транспортні шляхи в Північній Атлантиці, вздовж західного узбережжя Піренейського півострова.

## Автомобільний
Загальна довжина автошляхів у Португалії, станом на 2008 рік, дорівнює 82 900 км, з яких 71 294 км із твердим покриттям (2 613 км швидкісних автомагістралей) і 11 606 км без нього (57-ме місце у світі).

## Залізничний
Загальна довжина залізничних колій (порт. Comboios de Portugal) країни, станом на 2014 рік, становила 3 075 км (58-ме місце у світі), з яких 2 439 км широкої 1668-мм колії (1 6334 км електрифіковано); 1081 км вузької 1000-мм колії; 528 км невідомої ширини колії.

## Повітряний
У країні, станом на 2013 рік, діє 64 аеропорти (77-ме місце у світі), з них 43 із твердим покриттям злітно-посадкових смуг і 21 із ґрунтовим. Аеропорти країни за довжиною злітно-посадкових смуг розподіляються наступним чином (у дужках окремо кількість без твердого покриття):
- довші за 10 тис. футів (>3047 м) — 5 (0);
- від 10 тис. до 8 тис. футів (3047-2438 м) — 7 (0);
- від 8 тис. до 5 тис. футів (2437—1524 м) — 8 (0);
- від 5 тис. до 3 тис. футів (1523—914 м) — 15 (1);
- коротші за 3 тис. футів (<914 м) — 8 (20)[1].

У країні, станом на 2015 рік, зареєстровано 12 компанії авіаперевізників, які оперують 122 повітряними суднами. За 2015 рік загальний пасажирообіг на внутрішніх і міжнародних рейсах становив 12,6 млн осіб. За 2015 рік повітряним транспортом було перевезено 343,97 млн тонно-кілометрів вантажів (без врахування багажу пасажирів).
Португалія є членом Міжнародної організації цивільної авіації (ICAO). Згідно зі статтею 20 Чиказької конвенції про міжнародну цивільну авіацію 1944 року, Міжнародна організація цивільної авіації для повітряних суден країни, станом на 2016 рік, закріпила реєстраційний префікс — CR, CS, заснований на радіопозивних, виділених Міжнародним союзом електрозв'язку (ITU). Аеропорти Португалії мають літерний код ІКАО, що починається з — LP.

## Водний

### Морський
Головні морські порти країни: Лейшойш, Лісабон, Сетубал, Сінеш. СПГ-термінали для імпорту скрапленого природного газу діють у портах: Сінеш.
Морський торговий флот країни, станом на 2010 рік, складався з 109 морських суден з тоннажем більшим за 1 тис. реєстрових тонн (GRT) кожне (48-ме місце у світі), з яких: балкерів — 8, суховантажів — 35, інших вантажних суден — 1, танкерів для хімічної продукції — 21, контейнеровозів — 7, газовозів — 6, пасажирських суден — 13, вантажно-пасажирських суден — 5, нафтових танкерів — 3, ролкерів — 1, автовозів — 9.
Станом на 2010 рік, кількість морських торгових суден, що ходять під прапором країни, але є власністю інших держав — 81 (Бельгії — 8, Колумбії — 1, Данії — 4, Німеччини — 14, Греції — 2, Італії — 12, Японії — 9, Мексики — 1, Норвегії — 2, Іспанії — 18, Швеції — 3, Швейцарії — 3, Сполучених Штатів Америки — 4); зареєстровані під прапорами інших країн — 15 (Кіпру — 2, Мальти — 3, Панами — 10).

### Річковий
Загальна довжина судноплавних ділянок річок і водних шляхів, доступних для суден з дедвейтом понад 500 тонн, 2011 року становила 210 км (95-те місце у світі). Головна водна транспортна артерія країни — річка Дору.

## Трубопровідний
Загальна довжина газогонів у Португалії, станом на 2013 рік, становила 1 344 км; нафтогонів — 11 км; продуктогонів — 188 км.

## Державне управління
Держава здійснює управління транспортною інфраструктурою країни через міністерство інфраструктури та територіального планування. Станом на 15 червня 2016 року міністерство в уряді Антоніу Луїса Сантуш да Кошти очолював Педру Мануель Діаш де Жесус Маркес.

### Українською
- Атлас. 10-11 клас. Економічна і соціальна географія світу / упорядники :  О. Я. Скуратович, Н. І. Чанцева. — К. : ДНВП «Картографія», 2010. — ISBN 978-966-475-639-3.
- Атлас світу / голов. ред. І. С. Руденко ; зав. ред. В. В. Радченко ; відп. ред. О. В. Вакуленко. — К. : ДНВП «Картографія», 2005. — 336 с. — ISBN 9666315467.
- Безуглий В. В. Економічна і соціальна географія зарубіжних країн : Навчальний посібник. — К. : ВЦ «Академія», 2007. — 704 с. — ISBN 978-966-580-239-6.
- Безуглий В. В., Козинець С. В. Регіональна економічна і соціальна географія світу : Навчальний посібник. — видання 2-ге, доп., перероб. — К. : ВЦ «Академія», 2007. — 688 с. — ISBN 966-580-144-9.
- Дахно І. І. Країни світу: Енциклопедичний довідник / І. І. Дахно, С. М. Тимофієв. — К. : Мапа, 2011. — 606 с. — (Бібліотека нового українця) — ISBN 978-966-8804-23-6.
- Дахно І. І. Економічна географія зарубіжних країн : навчальний посібник. — К. : Центр учбової літератури, 2014. — 319 с. — ISBN 978-611-01-0682-5.
- Дорошенко В. І. Географія транспорту : Навчальний посібник / В. І. Дорошенко, К. Д. Діденко. — К. : Київський нац. ун-т ім. Т. Шевченка, 2010. — 183 с. — ISBN 978-966-439-329-1.
- Дубович І. А. Країнознавчий словник-довідник. — 5-те вид., перероб. і доп. — К. : Знання, 2008. — 839 с. — ISBN 978-966-346-330-8.
- Економічна і соціальна географія країн світу : Навчальний посібник / За ред. С. П. Кузика. — Л. : Світ, 2002. — 672 с. — ISBN 966-603-178-7.
- Зарубіжна транспортна географія : навчальний посібник / уклад. : Петрашевський О. Л. и др. — К. : Національний транспортний університет, 2015. — 95 с. — ISBN 978-966-632-227-5.
- Юрківський В. М. Регіональна економічна і соціальна географія. Зарубіжні країни : Підручник. — К. : Либідь, 2001. — 416 с. — ISBN 966-06-0092-5.

### Англійською
- (англ.) Modern Transport Geography / Hoyle, B. and R. Knowles (eds). — Second Edition,. — London : Wiley, 1998.
- (англ.) Rodrigue, J-P. The Geography of Transport Systems. — Fourth Edition. — N. Y. : Routledge, 2017. — 440 с. — ISBN 978-1138669574.
- (англ.) Taaffe E. J., Gauthier H. L. and O'Kelly M. E. Geography of transportation. — Second Edition. — N. Y. : Prentice Hall, 1996. — ISBN 0-13-368572-1.
- (англ.) Black, W. Transportation: A Geographical Analysis. — N. Y. : Guilford, 2003.

### Російською
- (рос.) Максаковский В. П. Географическая картина мира. Книга I: Общая характеристика мира. — М. : Дрофа, 2008. — 495 с. — ISBN 978-5-358-05275-8.
- (рос.) Максаковский В. П. Географическая картина мира. Книга II: Региональная характеристика мира. — М. : Дрофа, 2009. — 480 с. — ISBN 978-5-358-06280-1.
- (рос.) Физико-географический атлас мира. — М. : Академия наук СССР и главное управление геодезии и картографии ГГК СССР, 1964. — 298 с.
- (рос.) Шаповал Н. С. Транспортная география и транспортные системы мира : учебное пособие. — К. : Центр учбової літератури, 2006. — 188 с. — ISBN 000-0000-00-4.
- (рос.) Экономическая, социальная и политическая география мира. Регионы и страны / под ред. С. Б. Лаврова, Н. В. Каледина. — М. : Гардарики, 2002. — 928 с. — ISBN 5-8297-0039-5.
- (рос.) Энциклопедия стран мира / глав. ред. Н. А. Симония. — М. : НПО «Экономика» РАН, отделение общественных наук, 2004. — 1319 с. — ISBN 5-282-02318-0.